# 平高奈菜
平高 奈菜（ひらたか なな、1987年7月7日 - ）は、愛媛県松山市出身のボートレーサー。登録第4450号。身長159cm。血液型B型。100期。香川支部所属。師匠は重成一人。同期に鎌倉涼、青木玄太、桐生順平、川野芽唯らがいる。
同じ支部に所属している平山智加とはライバルの関係である。

## 来歴
- 愛媛県立松山北高等学校卒業。高校在学中にバーミヤンでアルバイトしていたこともあった。
- やまと競艇学校時代、リーグ戦勝率04.8（準優出以上はなし）の成績を残した。
- 2007年3月24日、第100期として選手登録。
- 2007年5月11日から丸亀競艇場で開催された 一般戦「報知グリーンカップ」初日第1Rでデビューしたものの、失格に終わる[1]。
- 2007年9月4日から鳴門競艇場で開催された G3「女子リーグ第8戦 第23回渦の女王決定戦」。5日目、9月8日の第1Rで初勝利をあげる[2]。（47走目）
- 2009年7月1日から多摩川競艇場で開催された G3「女子リーグ第5戦 2009モーターボートレディスダービー」6日目（最終日）第12Rで初優出[3]。
- 2010年2月6日から丸亀競艇場で開催された G1「第53回四国地区選手権」でG1初出場。2日目の2月7日、第2R2号艇2コースから差しを決めて勝利し[4]、G1初勝利を飾る。
- 2010年9月23日から津競艇場で開催された 一般戦「第4回津レディースチャンピオンカップ」6日目（最終日）第12Rで勝利[5]し、初優勝を飾る。
- 2011年1月11日、平成22年の最優秀新人に選出された。前年度の平山智加に続き、2年連続の女子選手の選出となった（史上2回目）。
- 2011年5月24日からボートレース尼崎で開催された SG「第38回笹川賞」6日目（最終日）第1Rで4号艇5コースから抜きで勝利[6]し、SG初勝利。この節でSG初勝利をあげ水神祭を行った5人目のレーサーとなった。
- 2014年12月26日からボートレース住之江で開催された G1「第3回クイーンズクライマックス」6日目（最終日）第12RでG1初優出[7]を果たす。（2着）
- 2016年1月21日からボートレース丸亀で開催された G3「オールレディース」5日目の1月25日、第7Rで3号艇3コースからまくりで勝利し[8]、通算500勝達成。
- 2018年3月6日からボートレースびわこで開催された G2「第2回レディースオールスター」5日目第12R（準優勝戦）において当該期3本目となる.01のフライングを犯し[9]、3月12日～9月7日まで180日のあっせん辞退期間（フライング休み）となり（後述）、事故率オーバーでB2に降級。
- 2020年12月26日からボートレース浜名湖で開催された G1「第9回クイーンズクライマックス」。最終12月31日に行われた第12R（優勝戦）でイン逃げを決めG1初優勝[10][11]。この年の賞金女王になった。
- 2021年2月4日に開催された優秀選手表彰に於いて、優秀女子選手として表彰された[12]。
- 2021年4月8日からボートレース浜名湖で開催された G3「オールレディースHamaZoカップ」2日目第3R、2号艇2コースから差して勝利[13]し通算900勝を飾る。
- 2022年4月29日からボートレース唐津で開催された G3「オールレディースマクール杯」、最終日[注 1]の5月5日、第1Rで1号艇1コースから逃げて勝利し[15]、通算1000勝達成。
- 2022年5月24日からボートレース宮島で開催された SG「第49回ボートレースオールスター」で、女性レーサーとして史上4人目となるSG優出を果たした[16]が、6着に終わる[17]。
- 2025年2月24日ボートレース浜名湖で開催された ＰG1「第1回スピードクイーンメモリアルで最終第12R（優勝戦）でイン逃げを決め2020年のクイーンズクライマックス以来女子ＰＧ1・Ｇ1 5年ぶり2勝目を挙げた。[18]

## 人物・エピソード
- 2018年のフライング休み中は引っ越し屋のアルバイトで生計を立てていた[19]。

## 戦績
- 出走回数：3654回
- 1着回数：1016回
- 優出回数：130回
- 優勝回数：33回
- SG優勝回数：0回
- SG優出回数：1回
- SG出走回数：172回
- G1優勝回数：1回
- G1優出回数：7回
- G1出走回数：345回
- フライング(F)回数：19回
- 出遅れ(L)回数：2回
- 通算勝率：6.48
- 2連対率：47.37
- 3連対率：65.02
- 生涯獲得賞金：427,401,944円